# Alexandra Leabu
Alexandra Leabu (Mediaș, 24 settembre 1957) è un'ex cestista rumena.

## Carriera
Con la Romania ha disputato i Campionati europei del 1978.